# Monticomorpha
Monticomorpha is een geslacht van Phasmatodea uit de familie Pseudophasmatidae. De wetenschappelijke naam van dit geslacht is voor het eerst geldig gepubliceerd in 2002 door Conle & Hennemann.

## Soorten
Het geslacht Monticomorpha omvat de volgende soorten:
- Monticomorpha affinis (Shelford, 1913)
- Monticomorpha bispinosa Conle & Hennemann, 2002
- Monticomorpha boyaca Conle, Hennemann & Gutiérrez, 2011
- Monticomorpha flavolimbata (Redtenbacher, 1906)
- Monticomorpha marshallae Conle & Hennemann, 2002
- Monticomorpha roulinii (Goudot, 1843)
- Monticomorpha semele (Westwood, 1859)
- Monticomorpha unicolor (Haan, 1842)